# Журавлёв, Алексей Юрьевич
Алексей Юрьевич Журавлёв (10 октября 1971, Нехаевская, Волгоградская область — 31 марта 1998, Махачкала) — командир инженерно-сапёрной роты, капитан. Герой Российской Федерации (16.11.1998, посмертно).

## Биография
Родился 10 октября 1971 года в станице Нехаевской Волгоградской области. По национальности — русский. Окончил среднюю школу № 2 (ныне лицей) в городе Урюпинске.
В Вооружённых Силах СССР с 1 августа 1989 года. В 1994 году окончил Калининградское высшее инженерное училище инженерных войск в звании лейтенанта. В августе 1994 года — командир взвода минных заградителей инженерно-сапёрной бригады в Каменск-Шахтинске Ростовской области. За образцовое выполнение служебного долга досрочно присвоено звание старшего лейтенанта.
В феврале 1995 года — командир инженерно-сапёрного взвода отдельного инженерно-сапёрного батальона инженерно-сапёрной бригады, СКВО.
С 16 февраля по 26 мая 1995 года принимал участие в боях первой чеченской войны в должности командира взвода минных заграждений. Лично обезвредил свыше 400 взрывных устройств и боеприпасов.
С июня 1996 года — командир инженерно-сапёрной роты отдельного инженерно-сапёрного батальона инженерно-сапёрной бригады, СКВО.
С февраля 1997 года — командир инженерно-сапёрной роты 531-го отдельного инженерно-сапёрного батальона 136-й отдельной гвардейской мотострелковой бригады Северо-Кавказского военного округа. Проходил службу в городе Буйнакске (Республика Дагестан).
В декабре 1997 года — участвовал в отражении нападения группы боевиков на автопарк бригады. Награждён орденом Мужества.
Капитан Алексей Журавлёв погиб ночью 31 марта 1998 года в центре Махачкалы при разминировании мины-ловушки из трёх мощных фугасов, перед гибелью успев обезвредить два из них (по версии следствия третий фугас был подорван при помощи радиоуправления, возможно — наблюдавшими за действиями сапёра террористами). Похоронен на кладбище станицы Нехаевской.
Указом Президента Российской Федерации № 1399 от 16 ноября 1998 года за мужество и героизм, проявленные при выполнении воинского долга капитану Журавлёву Алексею Юрьевичу посмертно присвоено звание Героя Российской Федерации.
Награда передана командующим Балтийским флотом его жене Елене, работающей в Главном госпитале флота.

## Награды
- Медаль «Золотая Звезда» Героя Российской Федерации (16.11.1998, посмертно)
- Орден Мужества (1998)

## Память
- Мемориальная доска на доме 7 по улице Штеменко в городе Урюпинске.
- Бюст Алексея Журавлёва установлен на Аллее Героев городского сквера в городе Урюпинске.
- Мемориальная доска на здании средней школы № 2 (лицея), где учился герой.
- 4 мая 2001 года переулок Мельничный в городе Урюпинске переименован в переулок Журавлёва.
- В 2000 году безымянный проезд в Махачкале, вблизи места гибели был назван улицей Журавлёва.